# Malmö Övra församling
Malmö Övra församling var en församling  i Lunds stift i nuvarande Malmö kommun. Församlingen uppgick under 1300-talet i Malmö S:t Petri församling.

## Administrativ historik
Församlingen har medeltida ursprung och uppgick under 1300-talet i Malmö S:t Petri församling.
Området motsvaras i modern tid av Eriksfälts församling.